# أولكسندر ناد
أولكسندر ناد (بالمجرية: Nagy Sándor)‏ (بالأوكرانية: Надь Олександр Арпадович)‏ هو لاعب كرة قدم أوكراني ومجري في مركز حراسة المرمى، ولد في 2 سبتمبر 1985 في أوجهورود في أوكرانيا. لعب مع بيهور أوراديا ونادي بودابست هونفيد.

## وصلات خارجية
- أولكسندر ناد على موقع الاتحاد الأوربي (الإنجليزية)
- أولكسندر ناد على موقع اتحاد أوكرانيا (الإنجليزية)
- أولكسندر ناد على موقع قاعدة بيانات كرة القدم.إي يو (الإنجليزية)
- أولكسندر ناد على موقع Soccerway.com (الإنجليزية)
- أولكسندر ناد على موقع عالم كرة القدم.نت (الإنجليزية)